# ملكة جمال روسيا

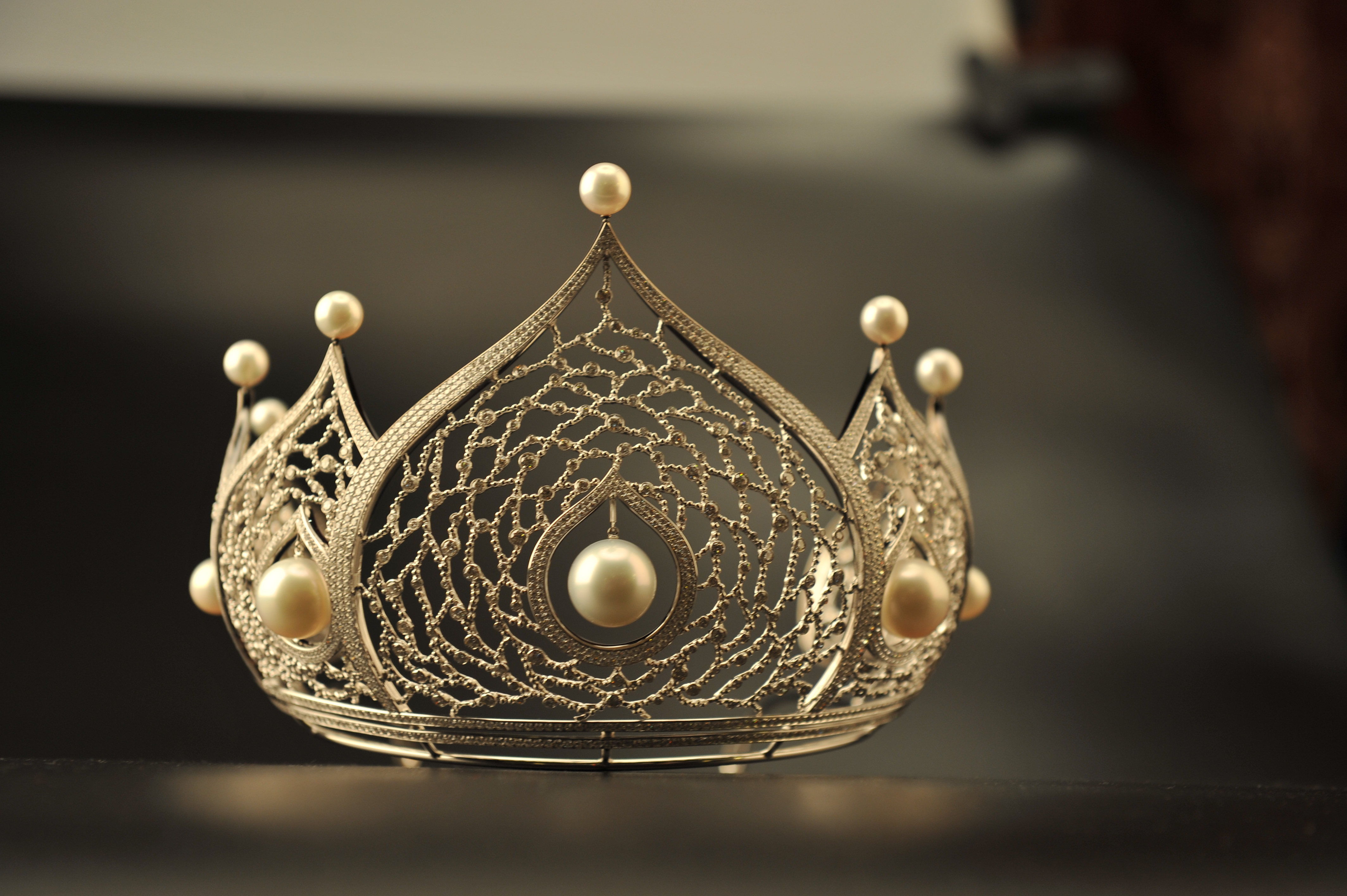
تاج ملكة جمال روسيا

ملكة جمال روسيا هي مسابقة وطنية سنوية في روسيا لاختيار ممثلة روسيا التي تحصل على اللقب تتاهل مباشرة إلى مسابقة ملكة جمال الكون أو ملكة جمال العالم أو وصيفتها لمشاركة في المسابقات الدولية . وقد عقدت منذ عام 1992 حتى الآن (باستثناء 1994 و 2000 و 2008). أنتجت المسابقة 4 فائزين في المسابقات الدولية بما في ذلك ايلينا روجوزينا (ملكة جمال أوروبا 1999) ؛ أوكسانا فيدوروفا (ملكة جمال الكون 2002)؛ سفيتلانا كوروليفا (ملكة جمال أوروبا 2002) وكسينيا سوخينوفا (ملكة جمال العالم 2008). في عام 1992 ، فازت روسيا بأول لقب ملكة جمال العالم مع جوليا كوروتشينا، لكنها لم تكن جزءًا من مسابقة ملكة جمال روسيا.

## التاريخ
كان أول احتفال بهذا المسابقة عام 1992 ومنذ ذلك الوقت حصلت روسيا على ثلاثة القاب دولية رئيسية هي ملكة جمال العالم 1992 و ملكة جمال الكون 2002 و ملكة جمال العالم لعام 2008.

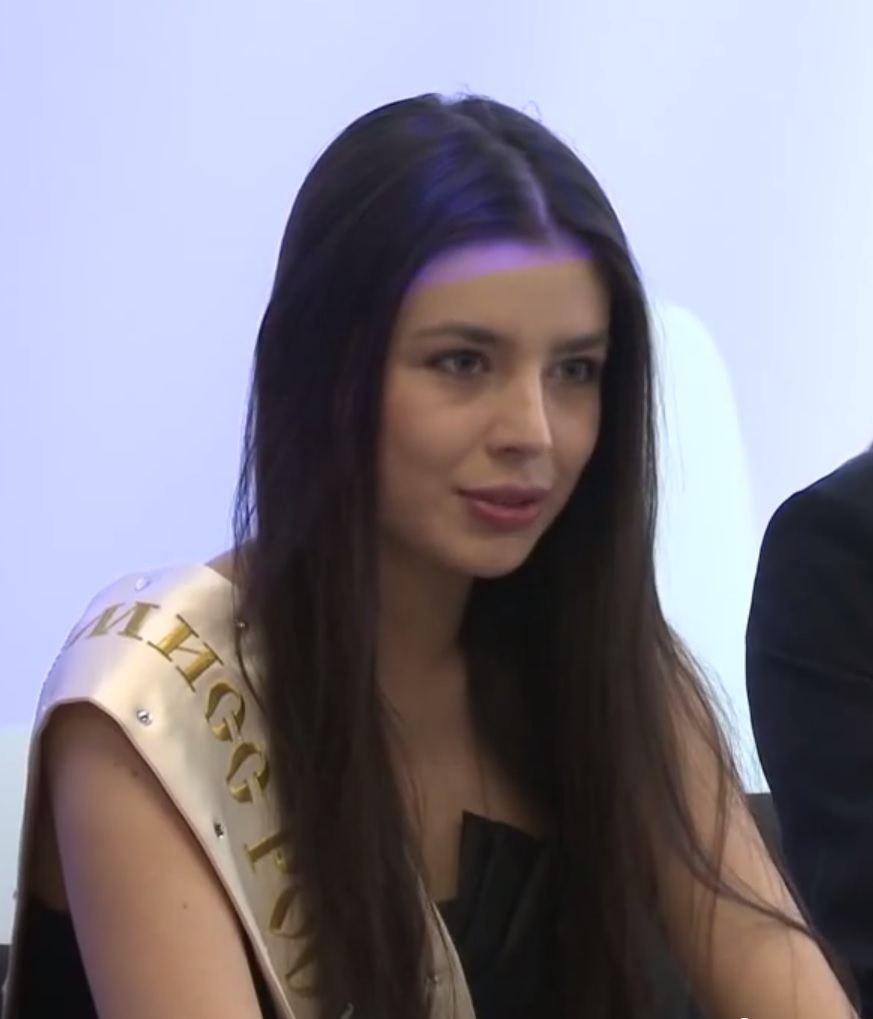
ملكة جمال روسيا عام 2013

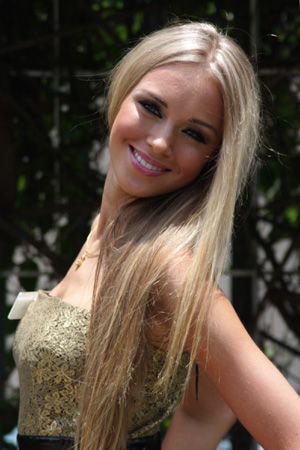
ملكة جمال روسيا في عام 2008

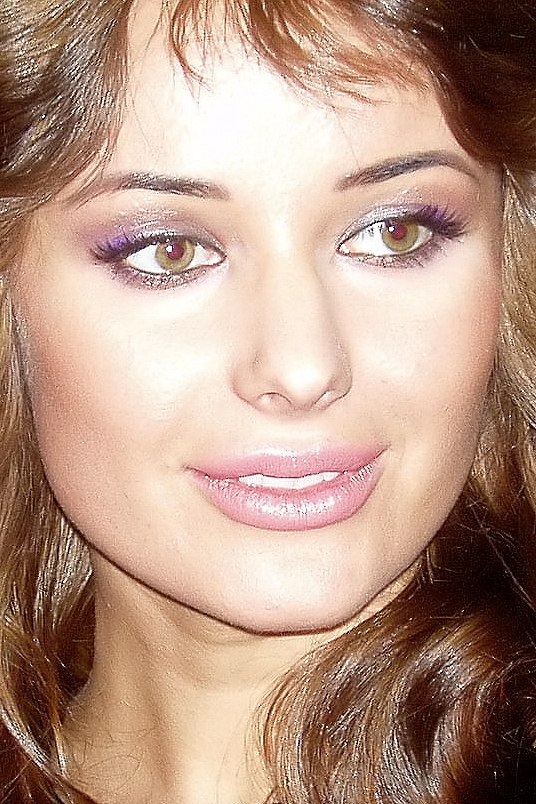
ملكة جمال روسيا عام 2001

## الفائزات
علامات التوضيح:
- أعلنت ملكة جمال روسيا المتوجة ملكة في مسابقة دولية
- أعلنت الوصيف
- أعلن الدور قبل النهائي

| السنة | اسم ملكة جمال روسيا                          | عمر المتسابقة (السنة التي توجت بها)          | الطول                                        | الاسم بالروسية                               | المنطقة                                      | المشاركة في مسابقات الدولية (ملكة جمال الكون أو ملكة جمال العالم)     | الملاحظات | المراجع                                      |
| ----- | -------------------------------------------- | -------------------------------------------- | -------------------------------------------- | -------------------------------------------- | -------------------------------------------- | --------------------------------------------------------------------- | --- | -------------------------------------------- |
| 1993  | آنا بايشيك                                   | 17                                           |                                              | Анна Витальевна Байчик                       | سانت بطرسبرغ                                 | مسابقة ملكة جمال الكون 1997                                           | |                                              |
| 1994  | لم تقم المسابقة ملكة جمال روسيا في تلك السنة | لم تقم المسابقة ملكة جمال روسيا في تلك السنة | لم تقم المسابقة ملكة جمال روسيا في تلك السنة | لم تقم المسابقة ملكة جمال روسيا في تلك السنة | لم تقم المسابقة ملكة جمال روسيا في تلك السنة | لم تقم المسابقة ملكة جمال روسيا في تلك السنة                          | لم تقم المسابقة ملكة جمال روسيا في تلك السنة                                                                         | لم تقم المسابقة ملكة جمال روسيا في تلك السنة |
| 1995  | الميرا تويوشيفا                              | 18                                           | 1.75 م (5 قدم 9 بوصة)                        | Эльми́ра Альбе́ртовна Тую́шева                  | كالوغا أوبلاست                               | لم تشارك في أي مسابقة دولية                                           | |                                              |
| 1996  | ألكسندرا بتروفا                              | 16                                           |                                              | Александра Валерьевна Петрова                | تشوفاشيا                                     | شاركت في مسابقة ملكة جمال الكون 1999                                  | قتلت بواسطة أطلق عليه الرصاص في عام 2000                                                                             |                                              |
| 1997  | ايلينا روجوزينا                              | 16                                           | 1.78 م (5 قدم 10 بوصة)                       | Елена Рогожина                               | سمارا أوبلاست                                |                                                                       | ملكة مسابقة ملكة جمال أوروبا 1999                                                                                    |                                              |
| 1998  | آنا مالوفا                                   | 26                                           | 1.76 م (5 قدم 9 1⁄2 بوصة)                    | Анна Малова                                  | ياروسلافل أوبلاست                            | شاركت في مسابقة ملكة جمال العالم 1994 وفي مسابقة ملكة جمال الكون 1998 | حلت ضمن أفضل 10 متسابقات في مسابقة ملكة جمال الكون 1998                                                              |                                              |
| 1999  | آنا كروغلوفا                                 | 17                                           |                                              | Анна Круглова                                | تتارستان                                     |                                                                       | تم اختيار ملكة جمال روسيا 1999 في 13 يناير 2000.                                                                     |                                              |
| 2000  | لم تقم المسابقة ملكة جمال روسيا في تلك السنة | لم تقم المسابقة ملكة جمال روسيا في تلك السنة | لم تقم المسابقة ملكة جمال روسيا في تلك السنة | لم تقم المسابقة ملكة جمال روسيا في تلك السنة | لم تقم المسابقة ملكة جمال روسيا في تلك السنة | لم تقم المسابقة ملكة جمال روسيا في تلك السنة                          | لم تقم المسابقة ملكة جمال روسيا في تلك السنة                                                                         | لم تقم المسابقة ملكة جمال روسيا في تلك السنة |
| 2001  | أوكسانا فيدوروفا                             | 23                                           | 1.78 م (5 قدم 10 بوصة)                       | Оксана Геннадьевна Фёдорова                  | سانت بطرسبرغ                                 | ملكة مسابقة ملكة جمال الكون 2002                                      | |                                              |
| 2002  | سفيتلانا كوروليوفا                           | 19                                           | 1.77 م (5 قدم 9 1⁄2 بوصة)                    | Светлана Королёва                            | جمهورية كاريليا                              |                                                                       | ملكة مسابقة ملكة جمال أوروبا 2002                                                                                    |                                              |
| 2003  | فيكتوريا لوبيريفا                            | 19                                           | 1.77 م (5 قدم 9 1⁄2 بوصة)                    | Виктория Лопырёва                            | روستوف أوبلاست                               |                                                                       | أصبحت فيكتوريا لوبيريفا مديرة مسابقة ملكة جمال روسيا.                                                                | [ 2 ]                                        |
| 2004  | ديانا زاريبوفا                               | 19                                           |                                              | Диана Зарипова                               | تتارستان                                     |                                                                       | مشاركة في مسابقة ملكة جمال أوروبا 2005                                                                               |                                              |
| 2005  | ألكسندرا إيفانوفسكايا                        | 16                                           | 1.80 م (5 قدم 11 بوصة)                       | Александра Ивановская                        | خاباروفسك كراي                               | لم تشارك في أي مسابقة دولية                                           | |                                              |
| 2006  | تاتيانا كوتوفا                               | 21                                           | 1.75 م (5 قدم 9 بوصة)                        | Татьяна Николаевна Котова                    | روستوف أوبلاست                               | شاركت في مسابقة ملكة جمال الكون 2007 وفي مسابقة ملكة جمال العالم 2007 | عازف منفرد سابق لفرقة البوب الروسية الأوكرانية "نو فيرجوس" (2008-2010)                                               |                                              |
| 2007  | كسينيا سوخينوفا                              | 19                                           | 1.78 م (5 قدم 10 بوصة)                       | Ксе́ния Влади́мировна Сухи́нова                 | تيومين أوبلاست                               | ملكة مسابقة ملكة جمال العالم 2008                                     | |                                              |
| 2008  | لم تقم مسابقة ملكة جمال روسيا في تلك السنة   | لم تقم مسابقة ملكة جمال روسيا في تلك السنة   | لم تقم مسابقة ملكة جمال روسيا في تلك السنة   | لم تقم مسابقة ملكة جمال روسيا في تلك السنة   | لم تقم مسابقة ملكة جمال روسيا في تلك السنة   | لم تقم مسابقة ملكة جمال روسيا في تلك السنة                            | لم تقم مسابقة ملكة جمال روسيا في تلك السنة                                                                           | لم تقم مسابقة ملكة جمال روسيا في تلك السنة   |
| 2009  | صوفيا رودييفا                                | 18                                           | 1.78 م (5 قدم 10 بوصة)                       | София Андреевна Рудьева                      | سانت بطرسبرغ                                 | شاركت في مسابقة ملكة جمال الكون 2009                                  | حصلت على شهرة فاضحة فيما يتعلق بنشر صورة المثيرة قبل تبادل اطلاق "مسابقة ملكة جمال الكون".                           |                                              |
| 2010  | إيرينا أنتونينكو                             | 18                                           | 1.77 م (5 قدم 9 1⁄2 بوصة)                    | Ири́на И́горевна Анто́ненко                     | أوبلاست سفردلوفسك                            | شاركت في مسابقة ملكة جمال الكون 2010                                  | حلت ضمن أفضل 15 متسابقة في مسابقة ملكة ملكة جمال الكون 2010 قامت ببطولة الفيلم الأمريكي "فانتوم" من إخراج كريس جوراك |                                              |
| 2011  | ناتاليا غانتيموروفا                          | 19                                           | 1.81 م (5 قدم 11 1⁄2 بوصة)                   | Наталья Серге́евна Гантимурова                | موسكو                                        | شاركت في مسابقة ملكة جمال الكون 2011 وفي مسابقة ملكة جمال العالم 2011 | |                                              |
| 2012  | إليزافيتا غولوفانوفا                         | 18                                           | 1.75 م (5 قدم 9 بوصة)                        | Елизаве́та И́горевна Голова́нова                | أوبلاست سمولينسك                             | شاركت في مسابقة ملكة جمال الكون 2012 وفي مسابقة ملكة جمال العالم 2012 | حلت ضمن أفضل 10 متسابقات في مسابقة ملكة جمال الكون 2012                                                              |                                              |
| 2013  | إلميرا ابدرازاكوفا                           | 18                                           | 1.75 م (5 قدم 9 بوصة)                        | Эльмира Рафаи́ловна Абдразакова               | أوبلاست كيمروفسكايا                          | شاركت في مسابقة ملكة جمال الكون 2013 وفي مسابقة ملكة جمال العالم 2013 | شاركت في مسابقة ملكة جمال كون الثلج 2013 (جائزة اختيار ملكة جمال الشعبية)                                            |                                              |
| 2014  | يوليا أليبوفا                                | 23                                           | 1.79 م (5 قدم 10 1⁄2 بوصة)                   | Юлия Сергеевна Алипова                       | ساراتوف أوبلاست                              | شاركت في مسابقة ملكة جمال الكون 2014                                  | |                                              |
| 2015  | صوفيا نيكيتشوك                               | 21                                           | 1.77 م (5 قدم 9 1⁄2 بوصة)                    | София Викторовна Никитчук                    | أوبلاست سفردلوفسك                            | شاركت في مسابقة ملكة جمال العالم 2015                                 | حلت الوصيفة الأول لمكلة جمال الإسبانية ميريا لالاغونا في مسابقة ملكة جمال العالم 2015                                |                                              |
| 2016  | يانا دوبروفولسكايا                           | 18                                           | 1.74 م (5 قدم 8 1⁄2 بوصة)                    | Яна Денисовна Добровольская                  | تيومين أوبلاست                               | شاركت في مسابقة ملكة جمال العالم 2016                                 | |                                              |
| 2017  | بولينا بوبوفا                                | 22                                           | 1.80 م (5 قدم 11 بوصة)                       | Полина Алексеевна Попова                     | أوبلاست سفردلوفسك                            | شاركت في مسابقة ملكة جمال العالم 2017                                 | حلت ضمن أفضل 10 متسابقات في مسابقة ملكة جمال العالم 2017                                                             |                                              |
| 2018  | يوليا بولياتشيخينا                           | 18                                           | 1.74 م (5 قدم 8 1⁄2 بوصة)                    | Ю́лия Серге́евна Полячи́хина                    | تشوفاشيا                                     | شاركت في مسابقة ملكة جمال الكون 2018                                  | | [ 3 ]                                        |
| 2019  | ألينا سانكو                                  | 20                                           | 1.74 م (5 قدم 8 1⁄2 بوصة)                    | Полина Алексеевна Попова                     | روستوف أوبلاست                               |                                                                       | |                                              |

## الاحصائيات في مسابقة
| عدد | مناطق الاتحاد الروسي | سنوات الفوز في المسابقة | الملاحظات                          |
| 3   | أوبلاست سفردلوفسك    | 2010, 2015, 2017        |                                    |
| 3   | سانت بطرسبرغ         | 1993, 2001, 2009        | 2001 — ملكة جمال الكون 2002        |
| 3   | روستوف أوبلاست       | 2003, 2006, 2019        |                                    |
| 2   | تشوفاشيا             | 1996, 2018              |                                    |
| 2   | تيومين أوبلاست       | 2007, 2016              | ملكة جمال العالم 2008              |
| 2   | ساراتوف أوبلاست      | 1991, 2014              | 1991 — ملكة جمال الاتحاد السوفياتي |
| 2   | موسكو                | 1989, 2011              | 1989 — ملكة جمال الاتحاد السوفياتي |
| 2   | تتارستان             | 1999, 2004              |                                    |
| 1   | كالوغا أوبلاست       | 1995                    |                                    |
| 1   | سمارا أوبلاست        | 1997                    | 1999- ملكة جمال أوروبا             |
| 1   | ياروسلافل أوبلاست    | 1998                    |                                    |
| 1   | جمهورية كاريليا      | 2002                    | 2002 -ملكة جمال أوروبا             |
| 1   | خاباروفسك كراي       | 2005                    |                                    |
| 1   | أوبلاست سمولينسك     | 2012                    |                                    |
| 1   | أوبلاست كيمروفسكايا  | 2013                    |                                    |

## وصلات خارجية
- ملكة جمال روسيا الرسمية (بالروسية)